# Sjöslaget vid Iquique
Sjöslaget vid Iquique var ett sjöslag i Stillahavskrigen mellan Chile å ena sidan och Perus och Bolivias förenade styrkor å den andra. Stillahavskrigen kallas även Salpeterkriget. Sjöslaget stod den 21 maj 1879, och chilenske sjöofficeren Arturo Prat blev slagets store hjälte. Slaget slutade dock med peruansk seger. Det visade sig emellertid vara en pyrrhusseger, då Peru och Bolivia fick taktiska svårigheter med att behålla området under det fortsatta kriget. Kriget avslutades 1884 med chilensk seger, och Chile erövrade det salpeterrika Atacamaområdet. Det innebar att Bolivia avskiljdes från Stilla havet. 
Idag firas den 21 maj som en nationell helgdag varje år i Chile till minne av nationalhjälten Arturo Pratt Chacón och den chilenska insatsen.